# Пастор, Аделина
Аделина Дорина Пастор (рум. Adelina Dorina Pastor; род. 5 мая 1993, Залэу, Румыния) — румынская легкоатлетка, специализирующаяся в беге на 400 метров. Бронзовый призёр чемпионата мира в помещении 2016 года в эстафете 4×400 метров. Чемпионка Румынии. Участница летних Олимпийских игр 2016 года.

## Биография
Родилась в Залэу, но в раннем возрасте вместе с родителями переехала в Тимишоару. В детстве занималась спортивными танцами, плаванием и лёгкой атлетикой. После того, как в восемь лет выиграла соревнования в кроссе, попала в группу к тренеру Йоану Дамаскину, с которым в дальнейшем достигла своих лучших результатов.
Первого успеха добилась в 16 лет, когда финишировала пятой в финале бега на 400 метров на юношеском чемпионате мира, а затем привела сборную Румынии к бронзовым медалям в шведской эстафете, сумев на последнем, 400-метровом этапе, подняться с седьмого на третье место.
В 18 лет дебютировала за взрослую команду страны на чемпионате мира в помещении 2012 года: в эстафете 4×400 метров румынки заняли четвёртое место.
В 2013 году стала серебряным призёром молодёжного чемпионата Европы в эстафете с новым рекордом страны для спортсменок до 23-х лет — 3.30,28.
Была в составе эстафетной четвёрки, которая выиграла бронзовые медали на чемпионате мира в помещении 2016 года: Румыния опередила в финале команды Нигерии и Украины.
Участвовала в Олимпийских играх 2016 года. В Рио-де-Жанейро бежала в эстафете 4×400 метров, но не смогла вместе с командой выйти в финал, показав 14-е время (3.29,87) по итогам предварительных забегов.

## Основные результаты
| Год  | Турнир                          | Место проведения         | Дисциплина        | Место       | Результат |
| ---- | ------------------------------- | ------------------------ | ----------------- | ----------- | --------- |
| 2009 | Чемпионат мира среди юношей     | Брессаноне, Италия       | 400 м             | 5-е         | 55,59     |
| 2009 | Чемпионат мира среди юношей     | Брессаноне, Италия       | шведская эстафета | 3-е         | 2.09,25   |
| 2009 | Европейский юношеский фестиваль | Тампере, Финляндия       | 400 м             | 3-е         | 54,72     |
| 2010 | Чемпионат мира среди юниоров    | Монктон, Канада          | 200 м             | 14-е (1/2)  | 24,04     |
| 2010 | Чемпионат мира среди юниоров    | Монктон, Канада          | 400 м             | 16-е (1/2)  | 54,47     |
| 2010 | Чемпионат мира среди юниоров    | Монктон, Канада          | эстафета 4×400 м  | — (заб.)    | DQ        |
| 2011 | Чемпионат Европы среди юниоров  | Таллин, Эстония          | 400 м             | —           | DQ        |
| 2012 | Чемпионат мира в помещении      | Стамбул, Турция          | эстафета 4×400 м  | 4-е         | 3.33,41   |
| 2012 | Чемпионат Европы                | Хельсинки, Финляндия     | 400 м             | 23-е (заб.) | 54,35     |
| 2012 | Чемпионат мира среди юниоров    | Барселона, Испания       | 400 м             | 12-е (1/2)  | 53,28     |
| 2012 | Чемпионат мира среди юниоров    | Барселона, Испания       | эстафета 4×400 м  | — (заб.)    | DQ        |
| 2013 | Чемпионат Европы среди молодёжи | Тампере, Финляндия       | 400 м             | 5-е         | 52,44     |
| 2013 | Чемпионат Европы среди молодёжи | Тампере, Финляндия       | эстафета 4×400 м  | 2-е         | 3.30,28   |
| 2013 | Чемпионат мира                  | Москва, Россия           | эстафета 4×400 м  | 6-е         | 3.28,40   |
| 2014 | Чемпионат мира в помещении      | Сопот, Польша            | эстафета 4×400 м  | 8-е (заб.)  | 3.38,18   |
| 2014 | Чемпионат Европы                | Цюрих, Швейцария         | 400 м             | 20-е (заб.) | 53,30     |
| 2014 | Чемпионат Европы                | Цюрих, Швейцария         | эстафета 4×400 м  | 9-е (заб.)  | 3.33,84   |
| 2015 | Чемпионат Европы в помещении    | Прага, Чехия             | 400 м             | 12-е (заб.) | 53,37     |
| 2016 | Чемпионат мира в помещении      | Портленд, США            | эстафета 4×400 м  | 3-е         | 3.31,51   |
| 2016 | Чемпионат Европы                | Амстердам, Нидерланды    | 400 м             | 17-е (1/2)  | 52,90     |
| 2016 | Чемпионат Европы                | Амстердам, Нидерланды    | эстафета 4×400 м  | 8-е         | 3.30,63   |
| 2016 | Олимпийские игры                | Рио-де-Жанейро, Бразилия | эстафета 4×400 м  | 14-е (заб.) | 3.29,87   |